# Distretto di Mae Fa Luang
Il distretto di Mae Fa Luang (in thailandese: แม่ฟ้าหลวง) è un distretto (amphoe) della Thailandia, situato nella provincia di Chiang Rai.